# Mare epicontinentale

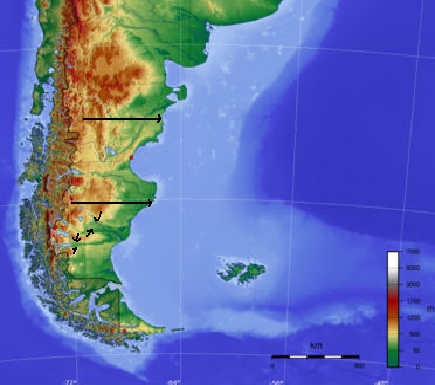
Lo sviluppo del mare epicontinentale sulla piattaforma continentale atlantica nel Cono Sud dell'America meridionale

Un mare epicontinentale è un corpo d'acqua salata di grande estensione e bassa profondità che giace su una piattaforma continentale.
I mari epicontinentali sono solitamente associati con l'ingressione marina del primo Cenozoico e altre ere.
Possono essere freddi o caldi; infatti, molti mari epicontinentali erano già presenti alla fine dell'ultima glaciazione, quando il livello marino crebbe più rapidamente di quanto, in alcune aree, non si potesse verificare un assestamento isostatico.
Esempi moderni di mare epicontinentale sono il Mare del Nord, il Mar Baltico, il Mare Adriatico,
il Golfo Persico, il Mar Giallo e il Mar della Sonda.